# Aquela dos 30
"Aquela dos 30" é uma canção gravada pela cantora e compositora brasileira Sandy, contida em seu primeiro extended play (EP) Princípios, Meios e Fins (2012) e em seu segundo álbum de estúdio, Sim (2013). A faixa foi lançada como o único single do primeiro EP de Sandy e posteriormente entrou em seu segundo álbum de estúdio, junto às demais faixas do EP. 

## Composição
Quando estava perto de completar 30 anos, Sandy escreveu um poema refletindo sobre as questões acerca da chegada de sua nova idade. Seu marido, o músico Lucas Lima, sugeriu que ela o transformasse numa música, que foi produzida por ele. Liricamente, a canção "retrata de uma maneira bem-humorada os anseios e as incertezas de uma fase na qual a maioria das pessoas vive um dilema relacionado à idade". "Aquela dos 30" foi descrita como um "blues ensolarado" e tem como base o piano, instrumento utilizado por Sandy para compor: "Essa música tem uma sonoridade mais lo-fi, mais analógica. Tem uma base forte de piano, que é o instrumento que eu componho, mas tem alguns instrumentos criativos, tem uma pegada mais retrô", analisou a cantora.

## Recepção
| Críticas profissionais | Críticas profissionais |
| Avaliações da crítica  | Avaliações da crítica  |
| Fonte                  | Avaliação              |
| ---------------------- | ---------------------- |
| Notas Musicais         | Favorável              |
| POPLine                | 3 de 5 estrelas.       |
| Território da Música   | Mista                  |

Mauro Ferreira, do Notas Musicais, comentou: "Sou jovem para ser velha / E velha para ser jovem, pondera Sandy nos versos em que reflete, sem crise e sem profundidade, sobre a chegada dos 30 anos. Sim, Sandy ainda é jovem. Sua voz transborda jovialidade sem rir de seu passado. Paradoxalmente, é quando faz música 'velha' que Sandy parece crescer mais como artista".
Alex Alves, do site POPLine, deu 3 de 5 estrelas para a canção e escreveu: "Aquela dos 30 é o típico single pop nacional feito com simplicidade e visivelmente sem grandes pretensões. Um dos grandes pontos positivos da canção é que Sandy parece ter entendido que não precisa mais provar que sabe cantar e pode se dar ao luxo de usar notas em tons baixos sem perder todas as características vocais que lhe são de praxe, como a característica entonação positivamente anasalada."
Para o Território da Música, a canção desperta "sentimentos ambíguos": "ela soa boba - como algo que a Mallu Magalhães aos 15 anos cantaria como Aquela dos 20 - no entanto, traz um lado bem humorado da artista, um bom arranjo e sai um pouco do tema amoroso."

## Videoclipe
O videoclipe de "Aquela dos 30", lançado no dia 11 de novembro de 2012, foi gravado em São Paulo e dirigido por Conrado Almada, que comentou a produção do clipe dizendo: 

“As reuniões que eu tinha com a Sandy eram todas via Skype. Pedi a ela que me enviasse algumas fotos de seu arquivo pessoal, e ela mandou mais de 300 imagens”, conta o diretor, que utilizou todo esse material na criação de um imenso painel.

“Trabalhar com a Sandy é sempre uma grande oportunidade. Acontece uma troca enorme, pois, além de ser participativa e aberta para ser dirigida, ela entende bastante de câmera, posicionamento e marcação”.
O conceito utilizado no clipe foi de memória da trajetória pessoal e artística da cantora, por meio de fotografias em sobreposição, em um ambiente retrô, permeado de elementos clássicos.
As participações especiais do vídeo incluem os atores Fernanda Paes Leme, Bruna Thedy, Douglas Aguillar (que fizeram parte do elenco do seriado Sandy & Junior), Fernanda Rodrigues e os cantores Xororó e Mariazinha, pai e avó da cantora, respectivamente. O clipe ainda contou com a inusitada participação da cadela de Sandy, Zelda, da raça papillon.

## Desempenho nas tabelas musicais
| Paradas (2012)                            | Melhor posição |
| ----------------------------------------- | -------------- |
| Brasil — Billboard Hot Regional São Paulo | 2              |
| Brasil — Billboard Hot 100 Airplay        | 10             |
| Brasil — Billboard Popular Hot Songs      | 19             |